# Haliactiidae
Haliactiidae é uma família de cnidários antozoários da infraordem Athenaria, subordem Nyantheae (Actiniaria).

## Géneros
- Halcampactis Farquhar, 1898
- Haliactis Carlgren, 1921
- Pelocoetes Annandale, 1915
- Phytocoeteopsis Panikkar, 1936
- Phytocoetes Annandale, 1915
- Stephensonactis Panikkar, 1936